# Hokkien

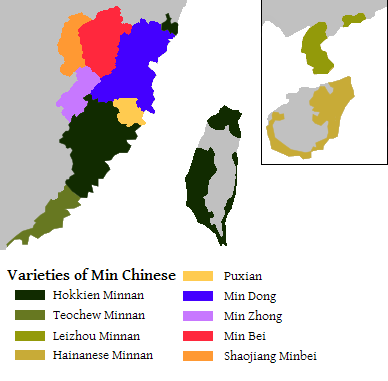
Kolorem ciemnozielonym zaznaczono zasięg geograficzny dialektu hokkien

Hokkien (chiń. 福建話, pinyin: fújiànhuà, POJ: Hok-kiàn-oē), nazywany również dialektem quanzhou-zhangzhou – odmiana języka minnańskiego, używana w południowej części prowincji Fujian, na Tajwanie, oraz przez wielu Chińczyków w krajach Azji Południowo-Wschodniej. Blisko spokrewniony z dialektem teochew, jednak wzajemne zrozumienie jest utrudnione.

## Standard
Odmiana hokkien posiada dwa prestiżowe standardy, jeden z nich to dialekt miasta Xiamen (Amoy), drugi to odmiana używana na Tajwanie, gdzie bywa nazywana językiem tajwańskim. Obie wersje są wzajemnie zrozumiałe. Oba warianty są zrozumiałe również dla osób posługujących się innymi dialektami języka minnańskiego.
Istnieją dyskusje dotyczące statusu hokkien – wielu naukowców uważa, że jest to oddzielny język, nie zaś dialekt języka chińskiego. Istnieją również kontrowersje dotyczące hokkien w Azji Południowo-Wschodniej, głównie w Malezji i Singapurze, ponieważ w dialekcie widocznych jest wiele naleciałości z języków regionu. Niektórzy uważają, że hokkien malezyjski powinno się wyodrębnić jako oddzielny dialekt.

## Tony
W hokkien używa się ośmiu tonów, które pojawiają się już w języku średniochińskim. Są to:
1. 陰平 im-piâⁿ

2. 陰上 im-sióng

3. 陰去 im-khì

4. 陰入 im-ji̍p

5. 陽平 iông-piâⁿ

6. 陽上 iông-sióng

7. 陽去 iông-khì

8. 陽入 iông-ji̍p